# Mick Gordon
Michael John Gordon (ur. 9 lipca 1985) – australijski kompozytor, producent muzyczny i projektant dźwięku tworzący muzykę głównie na potrzeby gier komputerowych. Tworzył dla licznych strzelanek pierwszoosobowych takich jak LawBreakers, Wolfenstein: The New Order, Wolfenstein: The Old Blood, Prey, rebootu serii Doom z 2016 roku oraz sequelu Doom Eternal, Wolfenstein II: The New Colossus oraz do dwóch pierwszych sezonów Killer Instinct.
Twórca, zgodnie z opisem na własnej stronie, wykorzystuje szerokie spektrum nowoczesnych metod inżynierii dźwięku, jak również tradycyjne sposoby komponowania muzyki, by nie być przypisanym wyłącznie do jednego konkretnego stylu lub gatunku. Inspiruje się on swoistą więzią pomiędzy publiką oraz własnym doświadczeniem, a jego muzyka bardziej tłumaczy świat, w jakim funkcjonuje, zamiast wyłącznie towarzyszyć słuchaczowi.

## Kariera
Gordon na początku pracował jako kompozytor dla Pandemic Studios, gdzie był zaangażowany w prace nad udźwiękowieniem dla gry Destroy All Humans! 2. W 2013 roku udało mu się ukończyć pracę nad dźwiękiem dla pierwszego sezonu Killer Instinct, bijatyki będącej rebootem oryginału z 1994 roku. Niedługo później ukończył on prace także nad jej drugim sezonem oraz wykonał udźwiękowienie dla pierwszoosobowej gry akcji Wolfenstein: The New Order autorstwa MachineGames. Do serii Wolfenstein powrócił w 2015 roku komponując muzykę dla prequela Wolfenstein: The Old Blood.
W 2016 roku Gordon ukończył prace nad ścieżką dźwiękową pierwszoosobowej strzelaniny Doom, rebootu serii tworzonej przez studio id Software. Ścieżka ta była wielokrotnie nagradzana, wliczając nagrodę D.I.C.E. Award w kategorii niezwykłego osiągnięcia w komponowaniu muzyki, SXSW Gaming Award za doskonałość w ścieżce dźwiękowej, The Game Awards w kategorii najlepszego udźwiękowienia oraz nominację do British Academy Games Awards za najlepszą muzykę.
Rok później, w 2017, ukończył ścieżkę dźwiękową dla pierwszoosobowego horroru Prey produkcji Arkane Studios. Wraz z Martinem Stig Andersenem wrócił także do serii Wolfenstein tworząc muzykę dla sequela Wolfenstein II: The New Colossus. W 2020 roku powstaje skomponowana przez niego ścieżka dźwiękowa dla gry Doom Eternal, która podobnie jak przy poprzedniej części została bardzo dobrze przyjęta zarówno przez graczy, jak i krytyków, jednak ze względu na niekonsultowane z twórcą zmiany w finalnej wersji, która trafiła do wydania, Gordon zakończył współpracę z id Software.
23 czerwca 2020 roku brytyjska grupa rockowa Bring Me the Horizon ogłosiła swoją współpracę z Gordonem przy nadchodzącym albumie. Jej wokalista Oliver Sykes wyjaśnił, że bardzo spodobał mu się soundtrack z Doom Eternal, gdy przebywał na kwarantannie, a zespół inspirując się jego dziełami zdecydował oficjalnie zaproponować współpracę. Efektem tego jest utwór Parasite Eve wydany 25 lipca wraz z teledyskiem. Kooperacja rozwinęła się we wspólną pracę nad epką Post Human: Survival Horror, wydaną 30 października 2020 roku.

## Dyskografia

### Ścieżki dźwiękowe
| Tytuł                                                               | Data wydania         | Wydawca               | Format                  |
| ------------------------------------------------------------------- | -------------------- | --------------------- | ----------------------- |
| A Day in Pompeii                                                    | 21 sierpnia 2012     | własne wydanie        | dystrybucja cyfrowa     |
| Killer Instinct: Season One Soundtrack + Original Arcade Soundtrack | 14 października 2014 | Microsoft Corporation | CD, dystrybucja cyfrowa |
| Wolfenstein: The New Order                                          | 19 maja 2014         | Bethesda Softworks    | CD, dystrybucja cyfrowa |
| Doom                                                                | 28 września 2016     | Bethesda Softworks    | CD, dystrybucja cyfrowa |
| Wolfenstein II: The New Colossus                                    | 16 marca 2018        | Bethesda Softworks    | CD, dystrybucja cyfrowa |
| Doom                                                                | 27 lipca 2018        | Bethesda Softworks    | winyl                   |

### Udział w produkcji
| Rok  | Artysta              | Album                       | Tytuł               | Uwagi |
| ---- | -------------------- | --------------------------- | ------------------- | ----- |
| 2020 | Bring Me the Horizon | Post Human: Survival Horror | "Parasite Eve"      |       |
| 2020 | Bring Me the Horizon | Post Human: Survival Horror | "Obey" (z Yungblud) |       |

## Dorobek artystyczny
Mick Gordon tworzył lub brał udział przy powstaniu następujących produkcji:
| Rok  | Tytuł                                          | Uwagi | Źródło |
| ---- | ---------------------------------------------- | --- | ------ |
| 2006 | Hot Dog King                                   | muzyka i projekt dźwięku | [ 9 ]  |
| 2006 | Destroy All Humans! 2                          | projekt dźwięku | [ 10 ] |
| 2007 | Nicktoons: Attack of the Toybots               | | [ 9 ]  |
| 2008 | El Tigre: The Adventures of Manny Rivera       | | [ 9 ]  |
| 2009 | Real Racing                                    | | [ 9 ]  |
| 2009 | Need for Speed: Shift                          | we współpracy ze Stephenem Baystedem i Markiem Morganem                                                                                    | [ 9 ]  |
| 2009 | Marvel Super Hero Squad                        | | [ 9 ]  |
| 2009 | The Last Airbender                             | | [ 9 ]  |
| 2009 | Need for Speed: World                          | | [ 9 ]  |
| 2009 | Marvel Super Hero Squad: The Infinity Gauntlet | | [ 9 ]  |
| 2011 | Shift 2 Unleashed                              | we współpracy z Heavy Melody Music, Raminem Djawadi, Troelsem Folmannem, Stephenem Baystedem oraz Mikiem Reaganem                          | [ 9 ]  |
| 2011 | Marvel Super Hero Squad: Comic Combat          | | [ 9 ]  |
| 2011 | Need for Speed: The Run                        | dodatkowe utwory | [ 11 ] |
| 2012 | A Day in Pompeii                               | reżyser audio, dla wystawy w Museums Victoria                                                                                              | [ 12 ] |
| 2012 | Battle Group                                   | projektant dźwięku | [ 9 ]  |
| 2013 | ShootMania Storm                               | | [ 9 ]  |
| 2013 | Killer Instinct                                | sezon pierwszy (2013) i drugi (2014) | [ 11 ] |
| 2014 | Wolfenstein: The New Order                     | dodatkową muzykę tworzył Frederik Thordendal                                                                                               | [ 11 ] |
| 2015 | Wolfenstein: The Old Blood                     | dodatkową muzykę tworzył Michael Tornabene oraz Casey Edwards                                                                              | [ 13 ] |
| 2015 | Project CARS                                   | gitara razem z Johnem J. Harveyem | [ 14 ] |
| 2016 | Doom                                           | dodatkową muzykę tworzyli Chris Hite, Ben F. Carney oraz Chad Mossholder                                                                   | [ 15 ] |
| 2017 | Prey                                           | dodatkową muzykę tworzyli Ben Crossbones, Matt Piersall oraz Raphaël Colantonio                                                            | [ 16 ] |
| 2017 | LawBreakers                                    | skomponowane z Jaroslavem Beckiem, Dieselboyem, Markiem The Beast oraz Malcolmem Kirby Jr. utwory „Faust” i „Toska-9” z oficjalnego albumu | [ 17 ] |
| 2017 | Wolfenstein II: The New Colossus               | skomponowane razem z Martinem Stig Andersenem; dodatkową muzykę tworzył Frederik Thordendal                                                | [ 18 ] |
| 2019 | Borderlands 3                                  | wsparcie dla dodatkowych utworów | [ 19 ] |
| 2020 | Beautiful Desolation                           | | [ 20 ] |
| 2020 | Doom Eternal                                   | dodatkową muzykę tworzył Chad Mossholder                                                                                                   | [ 21 ] |
| 2021 | Atomic Heart                                   | | [ 22 ] |

## Nagrody i nominacje
Mick Gordon został uhonorowany następującymi nagrodami i wyróżnieniami:
| Rok  | Ceremonia                                 | Kategoria                                       | Praca                                                               | Wynik      |
| ---- | ----------------------------------------- | ----------------------------------------------- | ------------------------------------------------------------------- | ---------- |
| 2006 | Game Developers' Association of Australia | Najlepsze udźwiękowienie                        | Destroy All Humans! 2                                               | Wygrał     |
| 2012 | Game Audio Network Guild                  | Najlepsze udźwiękowienie, Inne                  | A Day in Pompeii                                                    | Wygrał     |
| 2013 | Game Audio Network Guild                  | Najlepsza ścieżka dźwiękowa                     | Killer Instinct                                                     | Nominowany |
| 2013 | Game Audio Network Guild                  | Najlepszy własny utwór, wokal (Pop)             | Killer Instinct ("Touch Me and I'll Break Your Face")               | Wygrał     |
| 2013 | Game Audio Network Guild                  | Najlepszy własny utwór, wokal (Pop)             | Killer Instinct ("I'm Back to Rise")                                | Nominowany |
| 2016 | The Game Awards                           | Najlepsza muzyka/udźwiękowienie                 | Doom                                                                | Wygrał     |
| 2017 | Game Developers Choice Awards             | Najlepsza ścieżka dźwiękowa                     | Doom                                                                | Nominowany |
| 2017 | SXSW Gaming Awards                        | Doskonałość w ścieżce dźwiękowej                | Doom                                                                | Wygrał     |
| 2017 | D.I.C.E. Awards                           | Niezwykłe osiągnięcie w komponowaniu muzyki     | Doom                                                                | Wygrał     |
| 2017 | British Academy Games Awards              | Najlepsza ścieżka dźwiękowa                     | Doom                                                                | Nominowany |
| 2018 | New York Game Awards                      | Najlepsza ścieżka dźwiękowa w grze komputerowej | Wolfenstein II: The New Colossus (razem z Martinem Stig Andersenem) | Nominowany |
| 2018 | D.I.C.E. Awards                           | Niezwykłe osiągnięcie w komponowaniu muzyki     | Wolfenstein II: The New Colossus (razem z Martinem Stig Andersenem) | Nominowany |

## Ciekawostki
- Mick Gordon używa wyłącznie gitar produkcji polskiej firmy Mayones[1].
- W utworze Welcome Home Great Slayer ze ścieżki dźwiękowej gry Doom Eternal twórca ukrył w spektrogramie okładkę z Dooma 2[23]. Mick jest znany z umieszczania w swoich nagraniach podobnych powyższemu easter eggów, w samej ścieżce dla Dooma oficjalnie ukrytych zostało pięć ciekawostek, z których ostatnia została odnaleziona dopiero ponad dwa lata od wydania gry[24].